# Gran Premi de Gran Bretanya del 1993

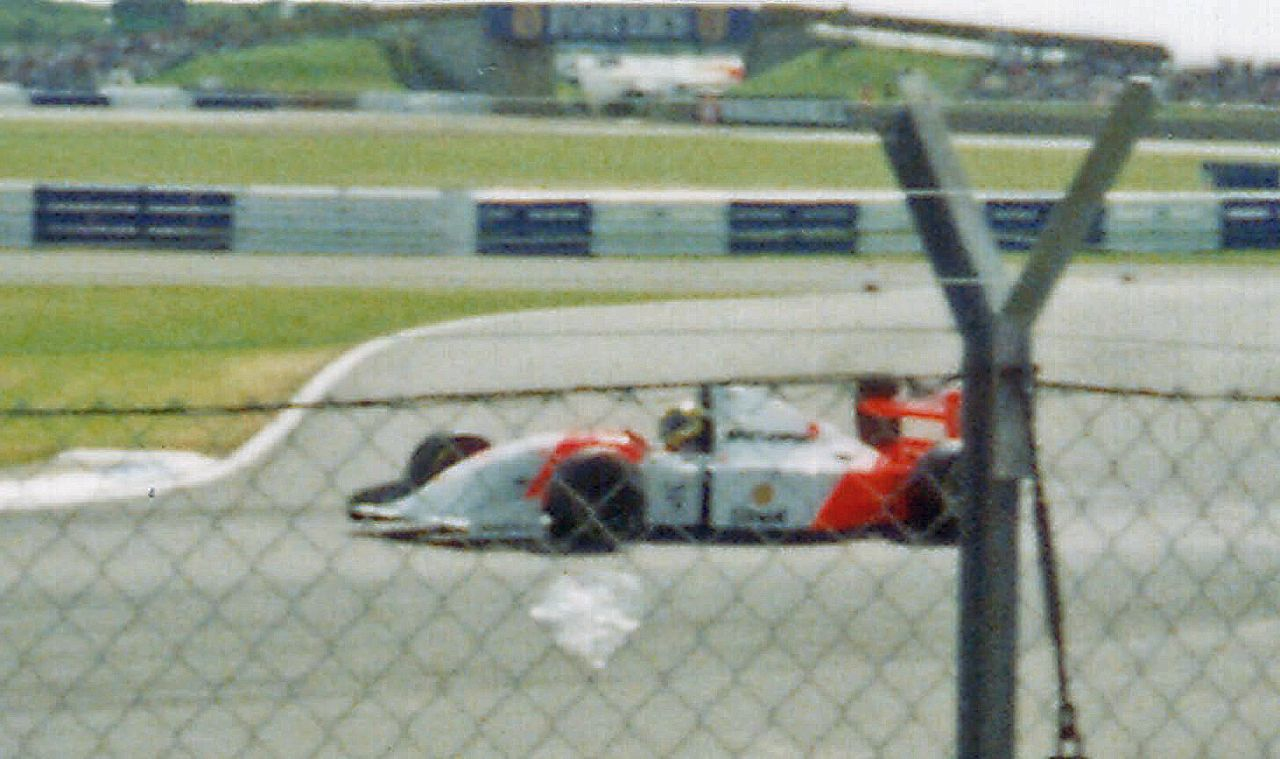
Ayrton Senna durant la realització del Gran Premi al circuit de Silverstone.

Resultats del Gran Premi de la Gran Bretanya de Fórmula 1 de la temporada 1993, disputat al circuit de Silverstone l'11 de juliol del 1993.

## Resultats
| Pos | No | Pilot                | Equip                    | Voltes | Temps/ Retirada   | Pos. de sortida | Punts |
| --- | -- | -------------------- | ------------------------ | ------ | ----------------- | --------------- | ----- |
| 1   | 2  | Alain Prost          | Williams - Renault       | 59     | 1h 25' 38. 1      | 1               | 10    |
| 2   | 5  | Michael Schumacher   | Benetton - Ford          | 59     | + 7.66 s          | 3               | 6     |
| 3   | 6  | Riccardo Patrese     | Benetton - Ford          | 59     | + 1' 17.482 min.  | 5               | 4     |
| 4   | 12 | Johnny Herbert       | Lotus - Ford             | 59     | + 1' 18.407 min.  | 7               | 3     |
| 5   | 8  | Ayrton Senna         | McLaren - Ford           | 58     | Sense combustible | 4               | 2     |
| 6   | 9  | Derek Warwick        | Footwork - Mugen - Honda | 58     | + 1 Volta         | 8               | 1     |
| 7   | 26 | Mark Blundell        | Ligier - Renault         | 58     | + 1 Volta         | 9               |       |
| 8   | 30 | Jyrki Järvilehto     | Sauber                   | 58     | + 1 Volta         | 16              |       |
| 9   | 27 | Jean Alesi           | Ferrari                  | 58     | + 1 Volta         | 12              |       |
| 10  | 14 | Rubens Barrichello   | Jordan - Hart            | 58     | + 1 Volta         | 15              |       |
| 11  | 19 | Philippe Alliot      | Larrousse - Lamborghini  | 57     | + 2 Voltes        | 24              |       |
| 12  | 23 | Christian Fittipaldi | Minardi - Ford           | 56     | Caixa canvi       | 19              |       |
| 13  | 3  | Ukyo Katayama        | Tyrrell - Yamaha         | 55     | + 4 Voltes        | 22              |       |
| 14  | 25 | Martin Brundle       | Ligier - Renault         | 53     | Caixa canvi       | 6               |       |
| NC  | 4  | Andrea de Cesaris    | Tyrrell - Yamaha         | 43     | No classificat    | 21              |       |
| Ret | 0  | Damon Hill           | Williams - Renault       | 41     | Motor             | 2               |       |
| Ret | 11 | Alessandro Zanardi   | Lotus - Ford             | 41     | Suspensions       | 14              |       |
| Ret | 25 | Thierry Boutsen      | Jordan - Hart            | 41     | Pressió de rodes  | 23              |       |
| Ret | 22 | Luca Badoer          | Lola - Ferrari           | 32     | Part elèctrica    | 25              |       |
| Ret | 24 | Pierluigi Martini    | Minardi - Ford           | 31     | Prob. físics      | 20              |       |
| Ret | 29 | Karl Wendlinger      | Sauber                   | 24     | Virolla           | 18              |       |
| Ret | 28 | Gerhard Berger       | Ferrari                  | 10     | Suspensió         | 13              |       |
| Ret | 10 | Aguri Suzuki         | Footwork - Mugen - Honda | 8      | Virolla           | 10              |       |
| Ret | 7  | Michael Andretti     | McLaren - Ford           | 0      | Virolla           | 11              |       |
| Ret | 20 | Érik Comas           | Larrousse - Lamborghini  | 0      | Palier            | 17              |       |
| NVQ | 21 | Michele Alboreto     | Lola - Ferrari           |        |                   |                 |       |

## Altres
- Pole: Alain Prost 1' 19. 006
- Volta ràpida: Damon Hill 1' 22. 515 (a la volta 41)